# X.25

Приклад мережі X.25

X.25 — сімейство протоколів канального рівня мережевої моделі OSI. Призначалося для організації WAN на основі телефонних мереж з лініями з досить високою частотою помилок, тому містить розвинені механізми корекції помилок. Орієнтований на роботу з установленням з'єднань. Історично є попередником протоколу Frame Relay.
X.25 забезпечує безліч незалежних віртуальних каналів (англ. Permanent Virtual Circuits, PVC и Switched Virtual Circuits, SVC) в одній лінії зв'язку, що ідентифікуються в X.25-мережі по ідентифікаторах підключення до з'єднання (ідентифікатори логічного каналу (Logical Channel Identifier, LCI) або номера логічного каналу (Logical Channel Number, LCN).
Завдяки надійності протоколу і його роботі поверх телефонних мереж загального користування X.25 широко використався як у корпоративних мережах, так і у всесвітніх спеціалізованих мережах надання послуг, таких як SWIFT (банківська платіжна система) і SITA (фр. Société Internationale de Télécommunications Aéronautiques — система інформаційного обслуговування повітряного транспорту), однак у цей час X.25 витісняється іншими технологіями канального рівня (Frame Relay, ISDN, ATM) і протоколом IP, залишаючись, однак, досить розповсюдженим у країнах і територіях з нерозвиненою телекомунікаційною інфраструктурою.
Служба Minitel, що працювала у Франції з кінця 1970-х до 2000-х років, також використовувала мережу X.25 Transpac. Головною мережею з комутацією пакетів, збудованою у Німеччині, була Datex-P, а у Канаді — DATAPAC (перша впроваджена X.25 мережа у світі).